# 菅原明良
菅原 明良（すがわら あきら、2001年3月12日 - ）は、中央競馬（JRA）・美浦トレーニングセンターの騎手。千葉県出身。おじは元騎手で現調教助手の三浦堅治。兄は鈴木伸尋厩舎に所属する調教助手の菅原洸太。

## 来歴
実家は中山競馬場の「目の前」と言うほどの近さで、競馬好きの母親が毎週末のように競馬場に通っていたことから自身も足を運ぶ機会が多く、騎手を志すようになった。騎手になった際には、両親はとても喜んだという。
2016年に競馬学校騎手課程に入学。2019年2月、競馬学校騎手課程を卒業（第35期）。
2019年3月に美浦・高木登厩舎から騎手デビュー。同年4月20日の福島6R（4歳上500万下）を1番人気のタイキダイヤモンドで制し、デビューから通算63戦目で初勝利を挙げた。
2020年4月19日の福島競馬場12レース、ワセダインブルーで特別戦初勝利（通算34勝目）を挙げる。
2021年2月7日の東京新聞杯(GIII)、カラテで重賞初制覇を挙げる。
2021年7月17日福島5Rをセプテンベルで勝利し、JRA通算100勝を達成した。2022年9月4日時点、重賞4勝。(菅原明良の年度別成績 - netkeiba.comより)同年10月30日、この時点で現役63人目のJRA通算200勝を達成した。
2024年6月23日の宝塚記念(GI)をブローザホーンで1着となり23度目の挑戦でGI初制覇。21世紀生まれの騎手として初のGI制覇となる。
同年10月19日（日本時間）、コーフィールドCで海外初騎乗を果たすと、半月後のブリーダーズカップデーにも騎乗。その3日後には再びオーストラリアに渡り、コーフィールドCでもコンビを組んだワープスピードでメルボルンCに挑戦。中団から脚を伸ばし、1着馬とハナ差の2着に健闘した。

## 人物
目標とする騎手は戸崎圭太。「リーディングを獲得し、世界でも活躍するような騎手」を目指している。

## 騎乗成績

### 概要
|            | 日付          | 競馬場・開催    | 競走名       | 馬名               | 頭数 | 人気 | 着順 |
| ---------- | ------------- | --------------- | ------------ | ------------------ | ---- | ---- | ---- |
| 初出走     | 2019年3月2日  | 2回中山3日目5R  | 3歳新馬      | シュリュッセル     | 15頭 | 10   | 8着  |
| 初勝利     | 2019年4月20日 | 1回福島5日目6R  | 4歳上500万下 | タイキダイヤモンド | 13頭 | 1    | 1着  |
| 重賞初騎乗 | 2020年5月10日 | 1回新潟2日目11R | 新潟大賞典   | メートルダール     | 16頭 | 15   | 7着  |
| 重賞初勝利 | 2021年2月7日  | 1回東京4日目11R | 東京新聞杯   | カラテ             | 16頭 | 5    | 1着  |
| GI初騎乗   | 2021年6月6日  | 3回東京2日目11R | 安田記念     | カラテ             | 14頭 | 10   | 13着 |
| GI初勝利   | 2024年6月23日 | 4回京都8日目11R | 宝塚記念     | ブローザホーン     | 13頭 | 3    | 1着  |

| 年度   | 1着 | 2着 | 3着 | 騎乗数 | 勝率 | 連対率 | 複勝率 | 表彰                                 |
| ------ | --- | --- | --- | ------ | ---- | ------ | ------ | ------------------------------------ |
| 2019年 | 31  | 37  | 32  | 538    | .058 | .126   | .186   | 新人騎手特別賞、民放競馬記者クラブ賞 |
| 2020年 | 30  | 36  | 48  | 586    | .051 | .113   | .195   | フェアプレー賞（関東）               |
| 2021年 | 75  | 67  | 70  | 860    | .087 | .165   | .247   |                                      |
| 2022年 | 72  | 73  | 68  | 825    | .087 | .176   | .258   |                                      |
| 2023年 | 70  | 80  | 69  | 814    | .086 | .184   | .269   |                                      |
| 2024年 | 26  | 39  | 35  | 397    | .065 | .164   | .252   |                                      |
| 中央   | 304 | 332 | 322 | 4020   | .076 | .158   | .238   |                                      |
| 地方   | 7   | 5   | 9   | 62     | .113 | .194   | .338   |                                      |

### 年度別成績
菅原明良の年度別成績 (netkeiba.com) を参照

## 主な騎乗馬
- 太字はGI・JpnI競走を示す
- カラテ（2021年東京新聞杯、2022年新潟記念、2023年新潟大賞典）
- オニャンコポン（2022年京成杯）
- ペイシャエス（2022年ユニコーンステークス、名古屋グランプリ）[15]
- ララクリスティーヌ（2023年京都牝馬ステークス）
- ゴールデンハインド（2023年フローラステークス）[16]
- トウシンマカオ（2023年京阪杯、2024年セントウルステークス）[17]
- ブローザホーン（2024年日経新春杯、宝塚記念）[18]
- ウォーターリヒト （2025年東京新聞杯）